# 諾士郡足球會
諾士郡足球會（英語：Notts County Football Club）是一家位於英國英格蘭诺丁汉郡诺丁汉職業足球俱樂部，同時也是世界上現存最古老的職業足球俱樂部(雪菲爾足球俱樂部為成立於1857年的業餘足球俱樂部)，球隊目前參加英格蘭足球乙級聯賽。
縱然在他們的球隊歷史並未曾贏取過很多大型的榮譽，諾士郡依然被人們認為是英格蘭足球壇上一家著名的小型球會。
由於近年諾士郡都在低級別聯賽中打滾，所以與宿敵诺丁汉森林的碰頭機會減少，但卻與同屬諾定咸郡的另一支低聯賽級別隊伍曼斯菲尔德城加深了磨擦，成為了另一支敵對球隊。

## 歷史
諾士郡成立於1862年11月28日，早於英格蘭足球總會成立前，亦被認為是現代足球運動的先驅者之一。同時，諾士郡亦是被認為是「越位陷阱」這一戰術的創始者。
在他們組成的初期，諾士郡亦和其他主要的體育隊伍一樣，是一間只接受紳士參與的球會。最初的時候他們在諾丁罕城堡的賀奴公園（Park Hollow）中進行比賽。在1864年12月，球會決定與外面的球隊聯合、進行比賽，為此他們需要一個更大的場地以進行比賽。經過幾次遷移後，諾士郡最後在1883年決定選擇特倫特橋木球場（Trent Bridge Cricket Ground）作為他們的主場。
在1888年，諾士郡與其他11支隊伍成為了英格蘭足球聯賽的創始會員。可惜的是，在首季聯賽他們只在12支球隊中取得第11名的成績。
1890-91賽季，該球季他們取得聯賽第三名成績，當年同時打入足總盃決賽，於決賽中被布莱克本流浪者以3比1擊敗（在決賽的一星期前他們以7比1大勝過對方），僅獲當年足總盃亞軍。
1894年3月31日，諾士郡再度打入足總盃決賽，決賽對上博尔顿，諾士郡最後以4比1大勝對手，得償所願地拿到足總盃冠軍，而球員詹姆斯·羅根（James Logan）更成為第二位於足總盃決賽大演帽子戲法的人，同時也使諾士郡成為了首支非英格蘭足球聯賽頂級聯賽贏得足總盃的俱樂部(當賽季諾士郡取得英格蘭乙級聯賽第三名)。
1910年，諾士郡將主場球場遷移至現時的美度徑體育場(Meadow Lane)。而首場賽事就正好安排與同市宿敵諾定咸森林對決，最終賽事以1比1握手言和。而在頂級聯賽角逐了近半個世紀後，在1925-26年球季，諾士郡降級了。
二次大戰時期，由於美度徑體育場被炮火波及，諾士郡在1941-42球季停止了所有賽事。而在球場修復後，宿敵諾定咸森林亦曾在1946-47球季以及1968-69年球季借用過美度徑球場作為主場。
諾士郡於二次大戰結束後開始了俱樂部的黃金時期，他們以破紀錄的轉會費£20,000從切尔西手上網羅來名宿湯美·羅頓（Tommy Lawton），在當時所造成的迴響極大，羅頓的轉會使球隊的平均入座率增加了10,000 人，並在1949-50英格蘭足球丙級南部聯賽冠軍戰中對上同市的諾定咸森林並贏得了勝利，直至1950-51年球季為止，之後，諾定咸森林逐漸取代諾士郡成為諾丁漢市最大的球會。
1960年代，諾士郡開始步入低沉時期並陷入困難的財政危機邊緣，幸而最後在當地國會議員傑克·東尼特（Jack Dunnet）接管球隊才逐步轉好，他於1969年聘請前凱爾特人領隊占美·施維爾（Jimmy Sirrel）領導球隊，並於後續的賽季中取得良好改善：1970-71賽季以主場不敗的創紀錄的成績贏得丁組聯賽冠軍，並於1972-73賽季，球會再進一步升上乙組聯賽。雖然施維爾在1975年10月離開球隊轉而執教谢菲尔德联，但兩年後重回諾士郡掌帥印。施維爾為諾士郡的重生立下了不少汗馬功勞，他將在丁組聯賽中掙扎的諾士郡帶領到1980-81賽季在乙組聯賽獲得升級資格，重返久違了55年的頂級聯賽(甲組聯賽)行列。
於1981-82賽季重返頂級聯賽後，諾士郡又締造了令球迷津津樂道的比賽，他們在重回頂級聯賽首季的揭幕戰就對上了上屆甲組聯賽盟主阿士東維拉，賽前阿士東維拉向觀眾展示了上季聯賽冠軍獎盃，但最後諾士郡以1比0擊敗對手，成為了俱樂部現代歷史著名時刻之一。
於隨後賽季(1981-1983)中，諾士郡輕鬆地保級，惟在1984年，諾士郡又降回乙組，施羅爾在同年底宣佈退休，在球隊剛降到乙組作賽的當季，施羅爾在球隊瀕臨降至丙組之時重出江湖，打算挽救球隊但並未成功，於1985年，連續兩年降級降到丙組，最後施羅爾在1986-87賽季正式退休，結束了俱樂部的黃金時間。
1989年，尼爾·禾洛克（Neil Warnock）接掌球隊並帶領球隊重上乙組。在他的帶領下，球隊曾打入足總盃八強，並於1990-91球季於升班附加賽中擊敗布萊頓，再度重回頂級聯賽。可惜在之後的球季，諾士郡並不能再度創造佳績，再度降級。而他們對盧頓的賽事亦成為至今為止他們在頂級聯賽中最後一場賽事。禾洛克在1993年1月離開球會，由米克·獲加（Mick Walker）接任。獲加成功令球會免於連續降班的命運。

諾士郡舊會徽

在獲加接掌的第二個球季，諾士郡的成績亦穩步上揚。他們以些微的差距錯失了參與升班附加賽的機會，但就曾以2比1擊敗同市宿敵諾定咸森林，而這次亦是近年最後一次的。獲加意外地在1994年9月被辭退，亦令球會的成績迅速下滑。他們在該球季雖然贏得了英意盃，但在聯賽卻慘遭降班的命運。翌季他們打入了乙組的升班附加賽，但以0比2負於巴拉福特，無緣升上甲組。
之後的一個球季他們踢出極其差勁的成績：全季只取得七場勝場，以榜末降到丙組，而此時距離他們上一次在頂級聯賽作賽只是短短六年的時間。不過，在阿勒代斯的領導下，球隊在1997/98球季以破紀錄的領先19分取得丙組冠軍。但艾拿迪斯在1999年10月離職重返母會博尔顿。
2003年9月諾士郡面臨清盤危機，嚴重的財政赤字以及差勁的成績令這支老牌球會的未來蒙上陰影。幸而在最後球會得上本地商人的贊助下免於被清盤，但卻逃不過降級的命運。
2005年5月17日，前冰島國家足球隊教練古莊·科達臣（Gudjon Thordarson）接掌球隊，成為球隊五年來第六位領隊。

僅用了一季的會徽

2009年5月諾士郡俱乐部官方宣布球队将被以瑞士為基地来自中东財團「Munto Finance」收购，同年7月14日完成收購，財團將投資青訓計畫、球會設施、教練及職員等，預計五年內升班上英冠，但足球聯賽要求球會透露財團背後控制人士作出品格審查，球會在壓力下透露「Munto Finance」母公司「Qadbak Investments」（同時亦購入F1宝马索伯车队）其中兩名投資人為沙斐及海耶家族（Shafi and Hyat families），其後再透露前巴基斯坦总理及世界銀行副總裁莫因·库雷希亦是投資人之一，最後球團擁有者經聯賽審查符合其規定，並於10月20日批准其收購球團，但於12月12日由行政主席彼得·譚布寧（Peter Trembling）以象徵費用購入，負債達50萬英鎊的球會於2010年2月11日以1英鎊代價轉賣給前林肯城主席雷·楚（Ray Trew），雷·楚承諾起訴「Munto Finance」並展開調查。
於後續2010-2014賽季中，球隊勉強維持在英格蘭甲組聯賽中，惟在2014-15賽季降回乙組聯賽，2017年1月12日艾倫·哈迪(Alan Hardy)完成對諾士郡的收購，惟後續在接續賽季諾士郡仍於乙組聯賽墊底，故艾倫於2019年1月27日宣布出售俱樂部，同時期因艾倫在Twitter上發有關俱樂部推文意外誤發生殖器，遭到英足協的調查及關注，於2019年5月4日，在客場以1-3負於斯溫登鎮後，諾士郡在其157年的歷史上首次被擠出英格蘭足球聯賽，降至英格蘭足球全國聯賽。
2019-20賽季前的夏天，俱樂部被出售給了丹麥商人亞歷山大·里茲(Alexander Reedtz)和克里斯托弗·里茲(Christoffer Reedtz)兄弟；諾士郡在此賽季首次嘗試重返英格蘭足球聯賽，但在2020年8月2日於溫布利球場進行的全國聯賽升級附加賽決賽中，以1比3輸給了哈格洛特，無緣重返聯賽行列。
2020-21賽季，在國家聯賽中的第二個賽季，以排名第五進入升級附加賽，在四分之一決賽中雖以3比2擊敗了切斯特菲爾德。然而，他們在準決賽中以2比4加時敗給托奎聯。
2021-22賽季，他們再次在聯賽中排名第五進入升級附加賽，但在四分之一決賽中被甘士比淘汰。
2022-23賽季，他們以107分的成績排名聯賽第二，排在雷克瑟姆之後，打破此前單賽季的積分紀錄並創下了最高分卻未能贏得聯賽冠軍的紀錄，在升級附加賽準決賽中，原本落後兩球的諾士郡在補時階段連續進球將比數扳平，並在加時賽最後一分鐘攻入致勝一球戰勝波利咸進入決賽；隨後在決賽中，雙方以2-2加時戰平進入點球大戰，最終諾士郡通過點球大戰以4比3擊敗切斯特菲爾德，成功升級至英乙聯賽並回歸至英格蘭足球聯賽行列。
2023-24賽季，俱樂部於英乙聯賽排名第14位。

### 軼事
超級聯賽在1992年創立，當年降班的諾士郡在甲組聯賽（後來的超級聯賽）降班到甲組聯賽。而在2004年英冠聯創立，諾士郡又由乙組聯賽（後來的甲組聯賽）降班到乙組聯賽。

## 大事紀年
| 年 份      | 事 項 |
| ---------- | --- |
| 1882-83年  | 足總杯晉身四強                                                                                              |
| 1883-84年  | 足總杯晉身四強                                                                                              |
| 1888-89年  | 足球聯盟成立創始成員                                                                                        |
| 1890-91年  | 決賽1-3負於，足總杯亞軍                                                                                     |
| 1892-93年  | 甲組聯賽排第十四位，鄰選賽2-3負於達雲，降級乙組                                                             |
| 1893-94年  | 決賽4-1擊敗博尔顿，足總杯冠軍。乙組聯賽排第三位，鄰選賽0-4負於普雷斯頓                                      |
| 1894-95年  | 乙組聯賽亞軍，鄰選賽1-2負於德比郡                                                                           |
| 1896-97年  | 乙組聯賽冠軍，鄰選賽4戰2勝2和得6分，升級甲組                                                                |
| 1905年     | 甲組聯賽排第十八位，因甲組由18隊擴展到20隊而獲留級                                                          |
| 1913年     | 甲組聯賽排第十九位，降級乙組                                                                                |
| 1913-14年  | 乙組聯賽冠軍（第二次），升級甲組                                                                            |
| 1920年     | 甲組聯賽排第廿一位，降級乙組                                                                                |
| 1921-22年  | 足總杯晉身四強                                                                                              |
| 1922-23年  | 乙組聯賽冠軍（第三次），升級甲組                                                                            |
| 1926年     | 甲組聯賽排第廿二位，降級乙組                                                                                |
| 1930年     | 乙組聯賽排第廿二位，降級南區丙組                                                                            |
| 1930-31年  | 南區丙組聯賽冠軍，升級乙組                                                                                  |
| 1935年     | 乙組聯賽排第廿二位，降級南區丙組                                                                            |
| 1949-50年  | 南區丙組聯賽冠軍（第二次），升級乙組                                                                        |
| 1958年     | 乙組聯賽排第廿一位，降級丙組                                                                                |
| 1959年     | 丙組聯賽排第廿三位，降級丁組                                                                                |
| 1959-60年  | 丁組聯賽亞軍，升級丙組                                                                                      |
| 1964年     | 丙組聯賽排第廿四位，降級丁組                                                                                |
| 1970-71年  | 丁組聯賽冠軍，升級丙組                                                                                      |
| 1972-73年  | 丙組聯賽亞軍，升級乙組                                                                                      |
| 1980-81年  | 乙組聯賽亞軍，升級甲組                                                                                      |
| 1984年     | 甲組聯賽排第廿一位，降級乙組                                                                                |
| 1985年     | 乙組聯賽排第廿位，降級丙組                                                                                  |
| 1987-88年  | 丙組聯賽排第四位，附加賽準決賽兩回合累計2-4負於沃尔索尔                                                     |
| 1989-90年  | 丙組聯賽排第三位，附加賽準決賽兩回合累計3-1擊敗博尔顿，溫布萊決賽2-0擊敗特兰米尔，升級乙組                  |
| 1990-91年  | 乙組聯賽排第四位，附加賽準決賽兩回合累計2-1擊敗米德尔斯堡，溫布萊決賽3-1擊敗布莱顿，升級甲組                |
| 1992年     | 甲組聯賽排第廿一位，降級乙組                                                                                |
| 1992-93年  | 超聯成立，乙組改組為甲組《II》                                                                              |
| 1993-94年  | 決賽0-1負於，英義盃亞軍                                                                                     |
| 1994-95年  | 決賽2-1擊敗阿斯科利，英義盃冠軍                                                                             |
| 1995年     | 甲組《II》聯賽排第廿四位，降級乙組《III》                                                                   |
| 1995-96年  | 乙組《III》排第四位，附加賽準決賽兩回合累計3-2擊敗克魯，溫布萊決賽0-2負於布拉德福德                         |
| 1997年     | 乙組《III》聯賽排第廿四位，降級丙組《IV》                                                                   |
| 1997-98年  | 丙組《IV》聯賽冠軍，升級乙組《III》                                                                         |
| 2003-04年  | 乙組《III》聯賽排第廿三位，降級丙組《IV》                                                                   |
| 2004年     | 丙組《IV》聯賽更名「英乙聯賽」                                                                              |
| 2009-10年  | 英乙聯賽冠軍，升級英甲聯賽                                                                                  |
| 2014-15年  | 英甲聯賽排第廿一位，降級英乙聯賽                                                                            |
| 2018-19年  | 英乙聯賽排第廿三位，降級全國聯賽                                                                            |
| 2019-20 年 | 全國聯賽升級附加賽半決賽2-0擊敗巴尼特，溫布萊決賽1-3負於哈格洛特                                            |
| 2020-21年  | 全國聯賽升級附加賽3-2擊敗切斯特菲爾德，半決賽2-4於加時負於托奎聯                                            |
| 2021-22年  | 全國聯賽升級附加賽1-2負於甘士比                                                                             |
| 2022-23年  | 全國聯賽升級附加賽半決賽3-2擊敗波利咸，決賽2-2平於切斯特菲爾德，於十二碼4-3擊敗切斯特菲爾德，升級至英乙聯賽 |

## 近況
參見英格蘭足球乙級聯賽

### 盃賽成績
| 圈數             | 日期     | 主／客   | 對賽球隊 | 紀錄     |
| 聯 賽 盃         | 聯 賽 盃 | 聯 賽 盃 | 聯 賽 盃 | 聯 賽 盃 |
| ---------------- | -------- | -------- | -------- | -------- |
| 第一圈           |          |          |          |          |
| 聯 賽 錦 標      |          |          |          |          |
| 第一圈（北區東） |          |          |          |          |
| 足 總 盃         |          |          |          |          |
| 第一圈           |          |          |          |          |

## 主場球隊

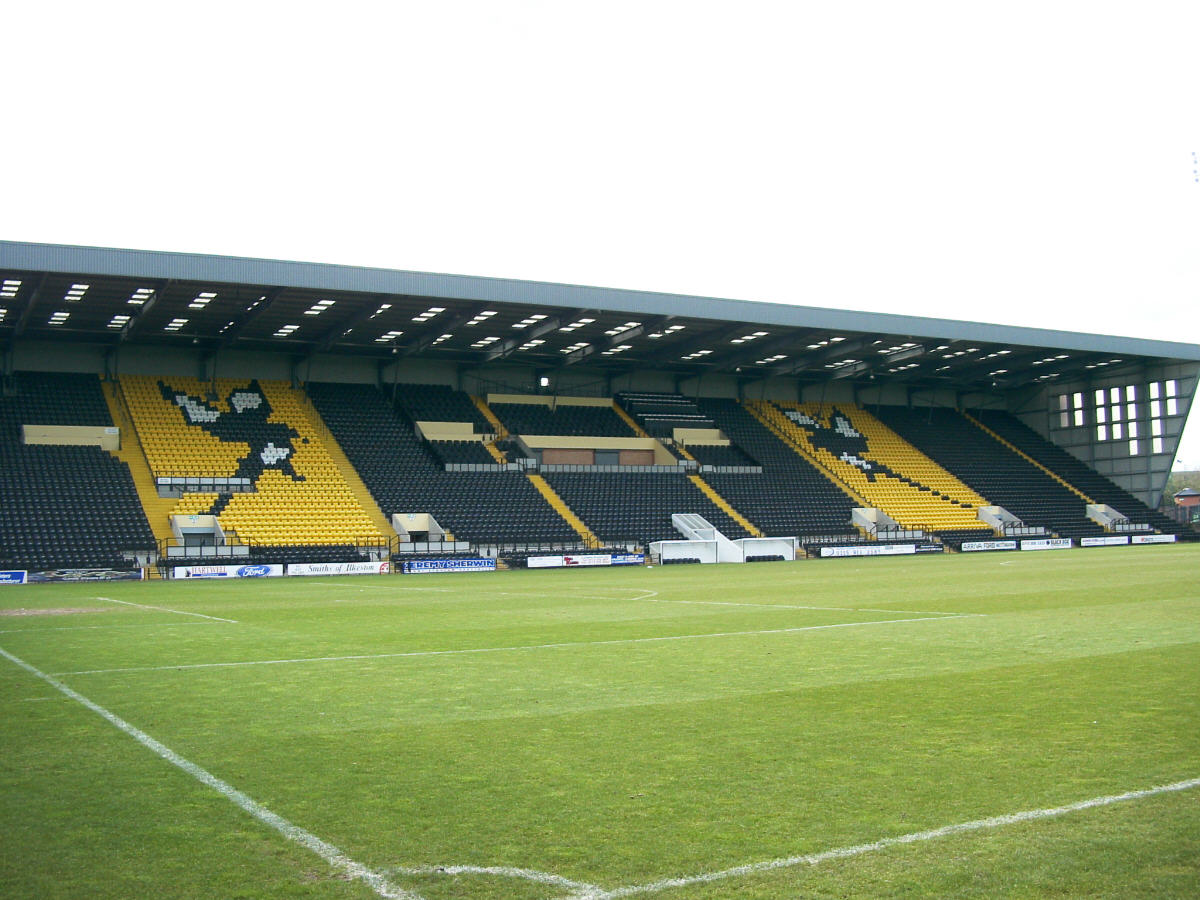
美度徑戴歷‧帕維斯看台

美度徑體育場（Meadow Lane Stadium）或簡稱為｢美度徑｣（Meadow Lane）是位於英格蘭東密德蘭诺丁汉郡诺丁汉的足球運動場，自1910年落成後一直是諾士郡足球會的主場球場。自2006年開始，諾定咸欖球會（Nottingham R.F.C.）亦以美度徑為基地。現時為全坐席，於足球賽事合共可以容納19,841名觀眾。
美度徑與同城死敵諾定咸森林的城市球場（City Ground）相距僅300碼（275米），是英格蘭距離最接近的兩個球場，全英國亦僅次於登地和登地聯。美度徑的占美·施維爾看台（Jimmy Sirrel stand）和山岳看台（Spion Kop）的部份位置與城市球場的特倫特看台（Trent End）可以隔河互望。

## 球衣
諾士郡的主場球衣為黑白相間的配色，諾士郡最早的已知隊服顏色是琥珀色和黑色的橫條紋，這可以追溯到1870年代。隨後，球隊短暫使用過琥珀色、巧克力色和藍色的顏色組合球衣。自1890年起，球隊採用了黑白條紋球衣，並在其後的球衣搭配大部分使用這種顏色組合。
諾士郡球衣和意大利傳統勁旅球衣相似的原因是供應商誤把諾士郡的球衣寄給，因為於1903年前，球衣容易褪色及不易保養故決定更換球衣，詢問了許多球衣供應商，其中一位住在諾丁漢並也是諾士郡的支持者寄送了諾士郡黑白條紋的球衣到都靈，自此以後，尤文圖斯一直穿著這款球衣，並認為這種顏色充滿攻擊性和力量感。
2011年9月8日，為了紀念都靈新體育場的開幕，尤文圖斯邀請了諾士郡進行了一場歷史性的友誼賽，盧卡·托尼和李·休斯(Lee Hughes)分別在下半場進球，最終比賽以1-1平局收場。

## 榮譽
| 榮譽                     | 次數        | 年度                            |
| 聯 賽 比 賽              | 聯 賽 比 賽 | 聯 賽 比 賽                     |
| ------------------------ | ----------- | ------------------------------- |
| 乙組聯賽〈II〉 冠軍      | 3           | 1896-97年、1913-14年、1922-23年 |
| 乙組聯賽〈II〉 亞軍      | 2           | 1894-95年、1980-81年            |
| 丙組聯賽南區〈III〉 冠軍 | 2           | 1930-31年、1949-50年            |
| 丙組聯賽〈III〉 亞軍     | 1           | 1972-73                         |
| 丙組聯賽〈IV〉 冠軍      | 1           | 1997-98                         |
| 乙級聯賽〈IV〉 冠軍      | 1           | 2009-10                         |
| 丁組聯賽〈IV〉 冠軍      | 1           | 1970-71年                       |
| 丁組聯賽〈IV〉 亞軍      | 1           | 1959-60年                       |
| 杯 賽 比 賽              |             |                                 |
| 足總杯 冠軍              | 1           | 1894年                          |
| 足總杯 亞軍              | 1           | 1891年                          |
| 歐 洲 比 賽              |             |                                 |
| 英義盃 冠軍              | 1           | 1994-95年                       |
| 英義盃 亞軍              | 1           | 1993-94年                       |

## 著名職員/球員
- 尼爾·禾諾克（Neil Warnock）
- 森姆·艾拿戴斯（Sam Allardyce）
- 艾歷臣（Sven-Göran Eriksson）
- 保羅·恩斯（Paul Ince）
- 沙恩·戴利（Shaun Derry）
- 卡斯柏·舒米高（Kasper Schmeichel）
- 蘇金寶（Sol Campbell）
- 湯馬士·恩斯（Tom Ince）
- 積·基亞利殊（Jack Grealish）
- 阿倫·史密夫（Alan Smith）
- 卡路爾（Roy Carroll）

## 外部連結
- 球會官方網址（页面存档备份，存于）（英文）